# جاكوب ورث
جاكوب ورث (بالإنجليزية: Jacob Worth)‏ هو سياسي أمريكي، ولد في 1 مايو 1838 في نيويورك في الولايات المتحدة، وتوفي في 21 فبراير 1905. حزبياً، نشط في الحزب الجمهوري. وقد انتخب عضو جمعية ولاية نيويورك وانتخب عضو مجلس ولاية نيويورك.